# The Icarus Line
A The Icarus Line egy hollywoodi (Los Angeles, Kalifornia) punk együttes. Az együttes nagyon nyers rockzenei irányzatot képvisel, amely egyaránt része és ellentéte az 1990-es évek végi és a kora 2000-es évek zenei irányzatainak. Az együttes elismertté és egyben hírhedtté is vált a hangos, energikus színpadi előadásaiknak, és a látszólag nemtörődöm vagy "kemény" színpadon kívüli magatartásuknak köszönhetően.

## Felállás
Az együttes jelenlegi felállása:
- ének: Joe Cardamone
- basszusgitár: Alvin DeGuzman
- dobok: Jeff 'The Captain' Watson

Korábbi tagok:
- gitár: Don Devore
- gitár: Aaron North (jelenleg a Nine Inch Nails turnézenekarának a tagja)
- basszusgitár: Lance Arnao
- dobok: Aaron Austin
- basszusgitár: Don Devore
- dobok: John Guerra
- dobok: Mike Felix
- dobok: Troy Petrey

## Története
A The Icarus Line 1998-ban alakult Joe Cardamone énekes, Aaron North gitáros, Lance Arnao basszusgitáros és Aaron Austin dobos felállással. Az első turnéjuk után csatlakozott az együtteshez másodgitáros posztra Alvin DeGuzman. Ebben az időben adták ki első 7 inches mini-albumukat (EP) Highlypuncturingnoisetestingyourabilitytohate címmel a Hellcats Records kiadónál. Egy évvel később jelent meg második mini-albumuk, a Red and Black Attack. 1998 és 2000 között az együttesnek 4 különböző dobosa volt. Már a negyedik dobosukkal, Mike Felix-szel dolgoztak együtt, amikor dalokat rögzítettek az Ink & Dagger zenekarral közösen egy 7 inches split albumra. Ez a split album, és a Kill Cupid With A Nail File című 7 inches kislemez már a North társtulajdonában lévő Los Angeles-i Buddyhead Records kiadó gondozásában jelent meg. 
Röviddel ezután Felix kilépett a zenekarból, akit Jeff Watson váltott fel dobos poszton. 2000-ben jelent meg az első teljes hosszúságú albumuk, a Mono, amelyet szintén a Buddyhead Records adott ki. A Mono-t a kritikusok friss hangzású punk albumként ismerték el, amelynek zenei világára olyan együttesek voltak befolyással, mint a Born Against és a The Jesus Lizard. Az együttes a következő két évet az albumot népszerűsítő turnéval töltötte. 2003-ban Watson kilépett a zenekarból, akit a hatodik dobosuk, Troy Petrey váltott fel. Az együttes ezzel a felállással számos felvételt rögzített, köztük egy split albumot is a Burning Bridges zenekarral. Az év végén Watson visszatért az együttesbe, Arnao-t kirúgták, akinek a posztjára Don Devore basszusgitáros került. Devore korábban a philadelphiai (Pennsylvania) Ink & Dagger rock/punk együttesnek volt a tagja, amely szintén jelentetett meg albumokat a Buddyhead Records kiadónál.
2004-ben adták ki a második teljes hosszúságú albumukat, a Penance Soiree-t. Az új album hangzása radikálisan különbözött a debütáló albumétól, világosan éreztetve az olyan együttesek munkásságának hatását, mint a The Birthday Party és a The Stooges. Az albumnak ugyancsak jellegzetessége a The Jesus and Mary Chainre emlékeztető zajos, széttorzított gitárhangzás. 2005-ben Aaron North elhagyta a zenekart, majd csatlakozott Trent Reznor együtteséhez, a Nine Inch Nails-hez. 2006-ban a The Icarus Line a MySpace oldalán bemutatott egy új számot a következő albumukról (Black Lives At The Golden Coast), amely másik három számmal együtt 2006 novemberében jelent meg hivatalosan a Black Presents c. EP-n. A Black Lives At The Golden Coast album Európában 2007. május 14-én, a V2 Records gondozásában, míg az USA-ban 2007. június 4-én, a Dim Mak Records gondozásában jelent meg. Az ehhez kapcsolódó első kislemez "Get Paid" címmel jelölt.

## Magatartás
A The Icarus Line különösen jól ismert a színpadi és színpadon kívüli megmozdulásaikról, amelyek hősködésre való hajlamukat és mainstream-ellenes nézeteiket tükrözik. Hírhedt incidensek, amelyekbe a zenekar belekeveredett:
- 2002-ben a Hard Rock Cafe-ban egy koncert alatt az egykori szólógitáros, Aaron North betört egy üveg emlékszekrényt, amelyben a klub Stevie Ray Vaughan egykori gitárját őrizte. Megpróbálta az erősítőjéhez csatlakoztatni, ám ebben a biztonsági őrök megakadályozták. Az incidens rendkívüli mértékben foglalkoztatta a rockzenei újságíró köröket. Az eset hatására North számos halálos fenyegetést kapott a texasi lakosoktól.
- 2001-ben a zenekar tagjai a népszerű mainstream rock együttes, a The Strokes turnébuszának oldalát a '$ucking Dick$' felirattal díszítették fel. Az együttes kezdetben tagadta, hogy ők tették volna, de később egy Kerrang! magazinnak adott interjúban beismerték a graffitit. (A megmozdulás a buddyheades Travis Kellerrel együtt valósult meg, aki kamerával rögzítette az akció végeredményét.)
- North az egyik társtulajdonosa a Buddyhead Records lemezkiadónak, valamint a hírhedt Buddyhead weboldalnak, amely arról ismert, hogy hírességek telefonszámát hozza nyilvánosságra a Pletyka rovatában, továbbá (jelenleg hiányzó) gátlástalan lemezkritikákat közöl, amelyek gyakran profanitással és sértésekkel tarkítottak. A Buddyhead számos szleng kifejezést alkotott annak köszönhetően, hogy haverkodó, ennek ellenére ironikusan homofób és misogyn (nőgyűlölő) nyelvet alkalmaz formabontó és eszement módon. Legjobb frázisaik többek között: "shit's gonna go off", "suckin’ dicks", "bomb gash", "totally slays", "asspro" és "dickpigs".
- A The Icarus Line-t kitiltották a West Hollywood-i (Kalifornia) The Roxy Theatre-ből, miután Aaron North belehajította a gitárját a klub drága világítástechnikai rendszerébe, és Joe Cardamone énekes előadta, hogy "előszeretettel elégít ki férfiakat pénzért Santa Monica és Highland városokban, és orvul szüzeket támad le és molesztál."
- A 2004-es Leads Festivalon a színfalak mögött Jeff "The Captain" Watson dobos megkísérelt összeverekedni az Avenged Sevenfold metalcore együttes mind az öt tagjával. Annak ellenére, hogy Watson támadását látszólag kokain is befolyásolhatta, mégis az Avenged Sevenfold zenekar volt az, akiket kidobtak a VIP részlegből. Amikor bosszúból visszatértek egy csapat őrrel, Watsont csak a TV on the Radio egyik tagja védte meg, aki visszakísérte őt a The Icarus Line turnébuszához, amely, Watson elmondása szerint, védelmük érdekében olyan tárgyakkal is el volt látva, mint "egy törött üveg, egy lámpás és egy machete" (széles pengéjű kés).
- Aaron North arról is ismert volt, hogy a koncertek alatt lemegy a közönséghez, és fizikai kontaktusba kerül a rendbontókkal. A verbális támadások is épp ilyen általánosak voltak, szóáradataik gyakran más együtteseket gúnyoltak, különösen a fashioncore irányzat követőit, vagy általános mocskolódást tartalmaztak, amelyek célpontja a rockvilág uralkodó stílusai kapcsán tapasztalt felszínesség.

## Vörös és Fekete Támadás
Az egyik legkorábbi The Icarus Line védjegy volt, ahogyan megjelentek a koncertjeik többségén: a fellépő ruhájuk talpig fekete volt, a vörös nyakkendő kivételével (ily módon magyarázva a EP-jük címét: Red and Black Attack). Ennek az egységességnek az volt a lényege, hogy megjelenésükben a divat minden szempontjától függetlenítsék magukat, és hogy az együttes öltözködése ne vonja el a nézők figyelmét, hanem a zene álljon a középpontban. Azonban ez a divatellenes megnyilvánulás divatot teremtett, amikor a The Hives rock együttes ezt az uniformist viselte a koncertjein és a videóklipjeiben (annyi különbséggel, hogy a vörös nyakkendőt fehérrel helyettesítették). Ettől kezdődően, bár a The Icarus Line továbbra is rendkívül sokat használja a fekete és vörös színt, de azóta befejezték a vörös nyakkendős fekete egyenruha használatát, hogy minden The Hives-szal kapcsolatos asszociációt elkerüljenek.

## Diszkográfia
- Highlypuncturingnoisetestingyourabilitytohate EP (1997)
- Red and Black Attack EP (1998)
- split kiadvány az Ink & Dagger zenekarral (1998)
- Kill Cupid With A Nail File' 7 inches kislemez (1999)
- Mono (2001)
- split kiadvány a Burning Brides zenekarral (2004)
- Penance Soiree (2004)
- Black Presents EP (2006)
- Black Lives At The Golden Coast (várhatóan 2007. május)

## Külső hivatkozások
- theicarusline.com Az együttes hivatalos (nem gyakran frissített) weboldala.
- The Icarus Line a Myspace.com oldalon
- Separate the Sounds, a The Icarus Line egyik rajongói oldala.
- buddyhead.com Lemezkiadó és zenei oldal Aaron North és Travis Keller irányítása alatt.